# 1897 en rugby à XV
Les faits marquants de l'année 1897 en rugby à XV

## Événements

### Janvier
- C'est la quinzième édition du tournoi, le tournoi britannique de rugby à XV 1897. Il n'a pas été terminé en raison du boycott de l'équipe du pays de Galles par les équipes d'Irlande et d'Écosse pour des raisons de professionnalisme.

| 9 janvier à Newport | Pays de Galles | 11 - 0 | Angleterre |

### Février
| 6 février à Dublin     | Irlande | 13 - 9 | Angleterre |
| 20 février à Édimbourg | Écosse  | 8 - 3  | Irlande    |

### Mars
| 13 mars à Manchester | Angleterre | 12 - 3 | Écosse |

### Récapitulatifs des principaux vainqueurs de compétitions 1896-1897
- Le Stade français est champion de France.
- Le Kent est champion des comtés anglais.
- La Western Province remporte le championnat d'Afrique du Sud des provinces, la Currie Cup.